# Index on Censorship

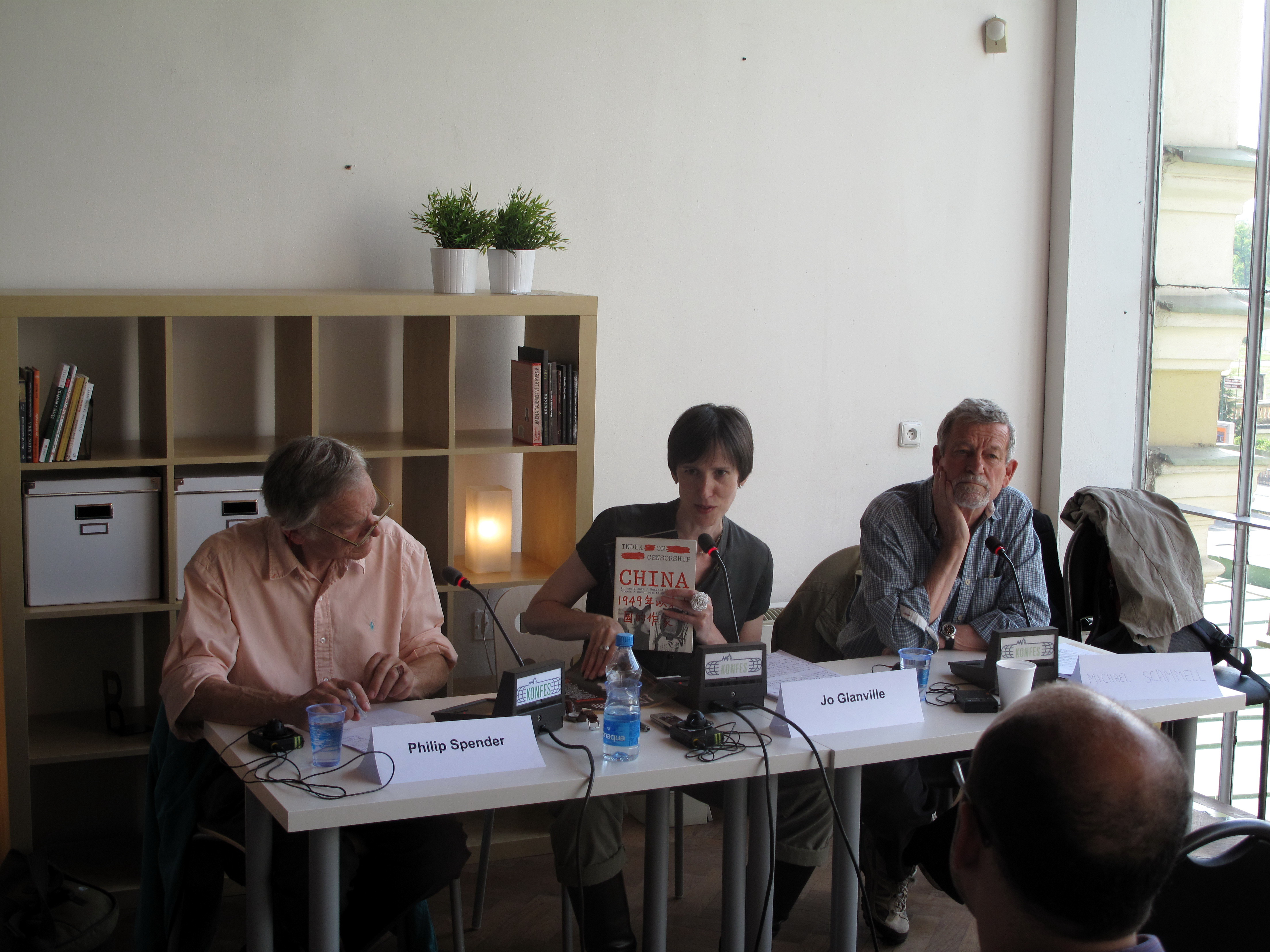
Philip Spender, Jo Glanville, Michael Scammell

Index on Censorship es una organización que aboga por la libertad de expresión. Edita una revista trimestral del mismo nombre en Londres. Desde el 2008 su presidente es el autor, comunicador y comentarista John Kampfner, exeditor del semanario político británico New Statesman. Desde el 2007 el editor de la revista es el experiodista de la BBC Radio Jo Glanville. En 1997 se hizo acreedora a un Premio Príncipe Claus.